# Peter Turang
Peter Turang (ur. 23 lutego 1947 roku w Tataaran, zm. 4 kwietnia 2025 w Dżakarcie) – indonezyjski duchowny katolicki, arcybiskup Kupangu w latach 1997-2024.

## Życiorys
Święcenia kapłańskie przyjął 18 grudnia 1974 roku. 

## Episkopat
21 kwietnia 1997 roku został mianowany przez papieża Jana Pawła II biskupem koadiutorem archidiecezji Kupang. Sakry biskupiej udzielił mu 27 lipca 1997 roku Julius Darmaatmadja - ówczesny arcybiskup archidiecezji dżakarckiej. W dniu 10 października 1997 roku został mianowany przez tegoż papieża arcybiskupem metropolitą Kupangu. 
9 marca 2024 papież Franciszek przyjął jego rezygnację z urzędu arcybiskupa metropolity Kupangu złożoną ze względu na wiek. 